# Радченко Володимир Григорович (літературознавець)
Володи́мир Григо́рович Ра́дченко (1916–1969) — український літературознавець, письменник і критик. Член Спілки письменників України з 1958 року.

## Родина
Народився в 10 квітня 1916 року в селі Черкас Білоцерківського району Київської області — помер 19 травня 1969 року в місті Києві. Батьки були селянами. Дружина Радченко Ганна Матвіївна (1924-2019рр). Доньки: Іванченков Лариса Володимирівна, Колле-Радченко Томара Володимирівна.

## Освіта
Спочатку вчився в Харківському університеті. Після закінчення Другої світової війни завершив навчання. 1947 року закінчив філологічний факультет Київського університету.

## Наукова робота
Співробітник Інституту літератури АН УРСР.
Співавтор «Нарису історії української радянської літератури» (1954) та «Історії української літератури» (1956), автор монографії про Олександра Гаврилюка «Безсмертя борця» (1956).